# Joseph Ravaisou
Joseph François Martin Ravaisou, dit Joseph Ravaisou, né à Bandol le 11 novembre 1865, mort à Aix-en-Provence le 22 décembre 1925, est un peintre français.

## Toiles dans les collections publiques
- Musée Granet, Aix-en-Provence :
  - La Campagne Aumeran
  - La Bastide du vallon d'Escracho-Pevou
  - Bastidon de la campagne d'Aix